# Delicious Gakuin
Delicious Gakuin o también llamado Academy Delious fue un Dorama que se empezó a transmitir el 2 de abril de 2007 y culminó el 25 de junio de mismo año por la cadena televisiva de Japón Tv Tokyo, el día lunes con 13 episodios. Vimos como protagonistas los actores Takahiro Nishijima, Hiroki Aiba, Ryosuke Miura, Takashi Nagayama y Jin Shirosaki.

## Argumento
Después de ser secuestrado y de inscribirse en una escuela de cocina a la que le dicen que debe inscribirse, un grupo de chicos intenta aprenderse un montón de recetas al tiempo que piensan en el amor, los amigos y las intenciones.

## Reparto
- Takahiro Nishijima es Kitasaka Rouma
- Hiroki Aiba es Takasugi Rin
- Ryosuke Miura es Matthew Perrier
- Takashi Nagayama es Okita Tsukasa
- Jin Shirosoki es Tokudaira Yoshinobu
- Shinjiro Atae es Katsuragi Shuujo
- Hironai Amano es Kodou Ken
- Yūichi Nakamura es Nangou Ryuuji
- Ryunosuki Kawai es Hijikata Toshiki

## Temas Musicales

### Tema de Apertura
- Kuchibiru Kara Romantica por AAA

### Tema de Cierre
- That's Right por AAA